# Joe Kinnear
Joe Kinnear (Dublín, 27 de diciembre de 1946-7 de abril de 2024) fue un futbolista, entrenador y dirigente de fútbol de Irlanda que jugó en la posición de defensa.

## Carrera

### Club
| Periodo   | Club                      | Apariciónes | Goles |
| --------- | ------------------------- | ----------- | ----- |
| 1965–1975 | Tottenham Hotspur FC      | 196         | 2     |
| 1975–1976 | Brighton & Hove Albion FC | 16          | 1     |

### Selección nacional
Su debut con Irlanda fue en una derrota por 1-2 ante Turquía el 22 de febrero de 1967. Jugó en 26 ocasiones con la selección nacional hasta 1975.

### Entrenador
| Equipo            | Desde                    | Hasta                   | Récord | Récord | Récord | Récord | Récord |
| Equipo            | Desde                    | Hasta                   | P      | V      | E      | D      |        |
| ----------------- | ------------------------ | ----------------------- | ------ | ------ | ------ | ------ | ------ |
| India             | 1983                     | 1984                    | 13     | 4      | 0      | 9      |        |
| Nepal             | 1987                     | 1987                    | 11     | 6      | 3      | 2      |        |
| Doncaster Rovers  | Marzo 1989               | Junio 1989              | 11     | 1      | 3      | 7      |        |
| Wimbledon         | 19 de enero de 1992      | 30 de mayo de 1999      | 364    | 130    | 109    | 125    |        |
| Luton Town        | 8 de febrero de 2001     | 23 de mayo de 2003      | 122    | 56     | 28     | 38     |        |
| Nottingham Forest | 10 de febrero de 2004    | 16 de diciembre de 2004 | 44     | 15     | 15     | 14     |        |
| Newcastle United  | 26 de septiembre de 2008 | 7 de febrero de 2009    | 18     | 4      | 8      | 6      |        |
| Total             | Total                    | Total                   | 583    | 216    | 166    | 201    |        |

### Dirigente
Fue el director de fútbol del Newcastle United FC en la temporada 2013/14.

## Logros

### Jugador
- FA Cup: 1966–67
- Football League Cup: 1970–71, 1972–73
- FA Charity Shield: 1967 (compartido)
- UEFA Cup: 1971–72

### Individual
- Entrenador del Año de la LMA: 1994
- Entrenador del Mes de la Premier League: septiembre de 1993, marzo de 1994, abril de 1994, septiembre de 1996]][20]